# Miss International 2009
Miss International 2009, quarantanovesima edizione di Miss International, si è tenuta presso il Sichuan Province Gymnasium di Chengdu, in Cina il 28 novembre 2009. L'evento è stato presentato da Liu Yi Wei, Li Ai. La messicana Anagabriela Espinoza è stata incoronata Miss International 2009.

## Risultati

### Piazzamenti
| Risultato finale        | Concorrente |
| ----------------------- | --- |
| Miss International 2009 | - Messico - Anagabriela Espinoza |
| 2ª classificata         | - Corea del Sud - Seo Eun-mi |
| 3ª classificata         | - Regno Unito - Chloe-Beth Morgan |
| Semifinaliste           | - Belgio - Cassandra D'Ermilio - Bielorussia - Yana Supranovich - Brasile - Rayanne Morais - Canada - Chanel Beckenlehner - Cuba - Patricia Rosales - Filippine - Melody Gersbach † - Finlandia - Linda Wikstedt - Giappone - Yuka Nakayama - Panama - Joyce Jacobi - Rep. Dominicana - Victoria Fernández - Spagna - Melania Santiago - Venezuela - Laksmi Rodriguez |

### Riconoscimenti speciali
| Premio                | Concorrente                      |
| --------------------- | -------------------------------- |
| Miss Friendship       | - Cina - Wang Qian               |
| Miss Photogenic       | - Corea del Sud - Seo Eun-mi     |
| Best National Costume | - Honduras - Kenia Andrade       |
| Miss Mobile Beauty    | - Stati Uniti - Aileen Jan Yap   |
| Miss Internet Beauty  | - Moldavia - Catalina Stascu     |
| Miss Philanthropy     | - Moldavia - Catalina Stascu     |
| Miss Congeniality     | - Giappone - Yuka Nakayama       |
| Miss Charm            | - Hong Kong - Germaine Li        |
| Miss Chengdu Glamor   | - Messico - Anagabriela Espinoza |
| Miss Vitality         | - Russia - Ksenia Hrabovskaya    |

## Concorrenti
| Nazione                       | ! Concorrente           | ! Età | ! Statura (cm) | ! Statura (ft) | !Città              |
| ----------------------------- | ----------------------- | ----- | -------------- | -------------- | ------------------- |
| Argentina                     | María Mercedes Viaña    | 19    | 174            | 5'8.5"         | Santiago del Estero |
| Aruba                         | Christina Trejo         | 21    | 175            | 5'9"           | Companashi          |
| Australia                     | Kelly Louise Maguire    | 23    | 174            | 5'8.5"         | Sydney              |
| Bahamas                       | Aisha Delaney           | 21    | 178            | 5'10"          | Nassau              |
| Belgio                        | Cassandra D'Ermilio     | 21    | 175            | 5'9"           | Quaregnon           |
| Bielorussia                   | Yana Supranovich        | 21    | 180            | 5'11"          | Minsk               |
| Bolivia                       | Laura Olivera           | 18    | 173            | 5'8"           | Yacuíba             |
| Brasile                       | Rayanne Morais          | 21    | 174            | 5'8.5"         | Divinópolis         |
| Canada                        | Chanel Beckenlehner     | 21    | 173            | 5'8"           | Toronto             |
| Cina                          | Wang Qian               | 19    | 171            | 5'7.5"         | Chengdu             |
| Colombia                      | Lina Mosquera           | 20    | 180            | 5'11"          | Quibdó              |
| Corea del Sud                 | Seo Eun-mi              | 22    | 175            | 5'9"           | Seul                |
| Cuba                          | Patricia Rosales        | 23    | 179            | 5'10.5"        | Niquero             |
| Ecuador                       | Isabela Chiriboga       | 20    | 174            | 5'8.5"         | Quito               |
| El Salvador                   | Vanessa Hueck           | 22    | 178            | 5'10"          | San Salvador        |
| Etiopia                       | Rahel Woldekirkos       | 24    | 178            | 5'10"          | Addis Abeba         |
| Filippine                     | Melody Gersbach †       | 23    | 175            | 5'7"           | Daraga              |
| Finlandia                     | Linda Wikstedt          | 20    | 174            | 5'8.5"         | Helsinki            |
| Francia                       | Mathilde Muller         | 20    | 176            | 5'9.5"         | Valence             |
| Gabon                         | Cynthia Mobumba         | 22    | 172            | 5'8"           | Ngounié             |
| Georgia                       | Maria Sarchimelia       | 25    | 174            | 5'8.5"         | Tbilisi             |
| Germania                      | Valora Roucek           | 19    | 168            | 5'6"           | Colonia             |
| Giappone                      | Yuka Nakayama           | 19    | 173            | 5'8"           | Fukuoka             |
| Grecia                        | Diana Igropoulou        | 19    | 177            | 5'9.5"         | Atene               |
| Guadalupa                     | Joelle Clamy            | 25    | 184            | 6'0.5"         | Petit-Canal         |
| Honduras                      | Kenia Andrade           | 23    | 170            | 5'7"           | Los Angeles         |
| Hong Kong                     | Germaine Li             | 22    | 168            | 5'6"           | Hong Kong           |
| India                         | Harshita Saxena         | 22    | 175            | 5'9"           | Goa                 |
| Indonesia                     | Ayu Diandra Sari        | 21    | 173            | 5'8"           | Denpasar            |
| Isole Marianne Settentrionali | Sorene Maratita         | 19    | 163            | 5'4"           | Saipan              |
| Kirghizistan                  | Altynai Ismankulova     | 21    | 170            | 5'7"           | Biškek              |
| Lettonia                      | Anda Pudule             | 22    | 173            | 5'8"           | Riga                |
| Libano                        | Sarah Mansour           | 20    | 174            | 5'8.5"         | Beirut              |
| Macao                         | Yvonne Yang             | 21    | 179            | 5'10.5"        | Macao               |
| Malaysia                      | Tay Tze Juan            | 20    | 173            | 5'8"           | Batu Pahat          |
| Martinica                     | Nathaly Peters          | 19    | 175            | 5'9"           | Fort-de-France      |
| Messico                       | Anagabriela Espinoza    | 21    | 180            | 5'11"          | Monterrey           |
| Moldavia                      | Catalina Stascu         | 18    | 173            | 5'8"           | Chișinău            |
| Mongolia                      | Badamgerel Khurelbaatar | 19    | 178            | 5'10"          | Ulan Bator          |
| Nicaragua                     | Slilma Ulloa            | 23    | 168            | 5'6"           | Matagalpa           |
| Norvegia                      | Beatrice Delås          | 18    | 175            | 5'9"           | Sellebakk           |
| Paesi Bassi                   | Roline Hund             | 20    | 174            | 5'8.5"         | Almere              |
| Panama                        | Joyce Jacobi            | 21    | 170            | 5'7"           | David               |
| Paraguay                      | Romina Bogado           | 25    | 175            | 5'9"           | Asunción            |
| Perù                          | Alejandra Pezet         | 20    | 176            | 5'9.5"         | Lima                |
| Polonia                       | Angelika Jakubowska     | 20    | 176            | 5'9.5"         | Lubań               |
| Porto Rico                    | Mónica Pastrana         | 20    | 178            | 5'10"          | Manatí              |
| Regno Unito                   | Chloe-Beth Morgan       | 23    | 171            | 5'7.5"         | Cwmbran             |
| Rep. Ceca                     | Darja Jacukevičová      | 22    | 180            | 5'11"          | Veselí nad Moravou  |
| Rep. Dominicana               | Victoria Fernández      | 22    | 178            | 5'10"          | Santiago            |
| Romania                       | Iuliana Capsuc          | 20    | 174            | 5'8.5"         | Bucarest            |
| Russia                        | Ksenia Hrabovskaya      | 18    | 176            | 5'9.5"         | Chabarovsk          |
| Singapore                     | Annabelle Liang         | 23    | 169            | 5'6.5"         | Singapore           |
| Slovacchia                    | Soňa Skoncová           | 22    | 174            | 5'8.5"         | Prievidza           |
| Spagna                        | Melania Santiago        | 21    | 174            | 5'8.5"         | Malaga              |
| Stati Uniti                   | Aileen Jan Yap          | 21    | 170            | 5'6"           | Houston             |
| Sudafrica                     | Bokang Montjane         | 23    | 174            | 5'8.5"         | Johannesburg        |
| Sudan                         | Suna William            | 23    | 168            | 5'6"           | Darfur              |
| Taipei Cinese                 | Yi Chih Chen            | 22    | 168            | 5'6"           | Taipei              |
| Tanzania                      | Illuminata James        | 24    | 176            | 5'9.5"         | Mwanza              |
| Thailandia                    | Picha Nampradit         | 23    | 178            | 5'10"          | Kanchanaburi        |
| Turchia                       | Begüm Yılmaz            | 21    | 180            | 5'11"          | Smirne              |
| Uganda                        | Pierra Akwero           | 22    | 177            | 5'9.5"         | Entebbe             |
| Venezuela                     | Laksmi Rodríguez        | 24    | 178            | 5'10"          | Caracas             |
| Vietnam                       | Trần Thị Quỳnh          | 24    | 175            | 5'9"           | Haiphong            |